# Йозеф от Верона
Йозеф от Верона (на немски: Joseph von Verona, † 17 януари 764) е от 747/748 до 764 г. третият епископ на Фрайзинг. Той е блажен и се чества на 17 януари.

## Произход и управление
Произлизащият от Италия Йозеф от Верона става през 747/748 г. епископ на Фрайзинг. Той последва епископ Еремберт, братът на Св. Корбиниан.
Заедно с баварската фамилия Фагана Йозеф основава манастир „Св. Зено“ на река Изен. След 760 г. основава конвента в Шефтларн и Шарниц.
Последван е от Арбео фон Фрайзинг.